# St. Michael (Dühren)

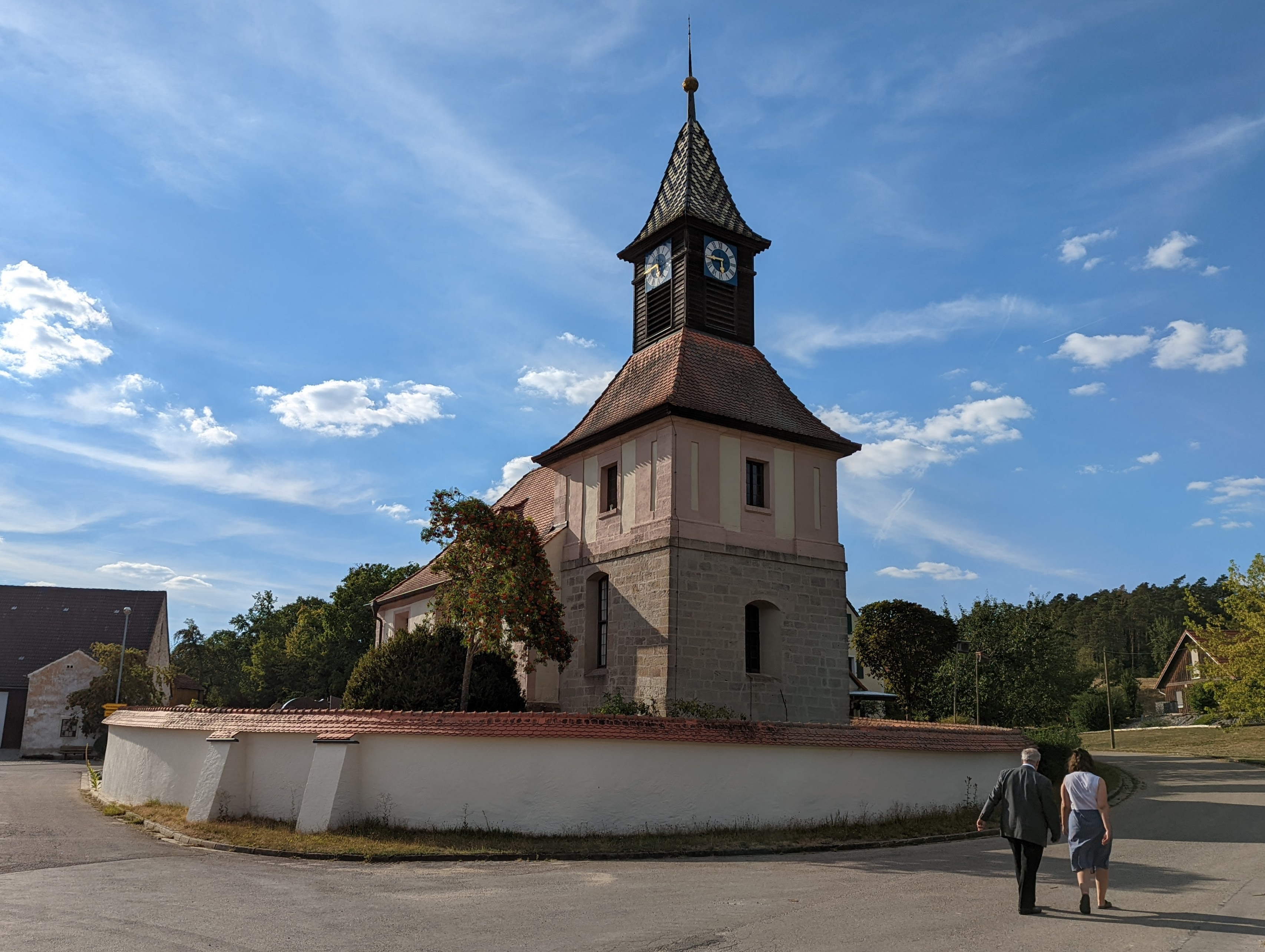
St. Michael (Dühren)

Die evangelische Filialkirche  St. Michael ist ein denkmalgeschütztes Kirchengebäude, das in Dühren steht, einem Gemeindeteil der Gemeinde Wittelshofen im Landkreis Ansbach (Mittelfranken, Bayern). Das Bauwerk ist unter der Denkmalnummer D-5-71-227-6 als Baudenkmal in der Bayerischen Denkmalliste eingetragen. Namensgeber der Kirche ist der Erzengel Michael. Die Kirchengemeinde gehört zum Dekanat Dinkelsbühl im Kirchenkreis Ansbach-Würzburg der Evangelisch-Lutherischen Kirche in Bayern.

## Geschichte

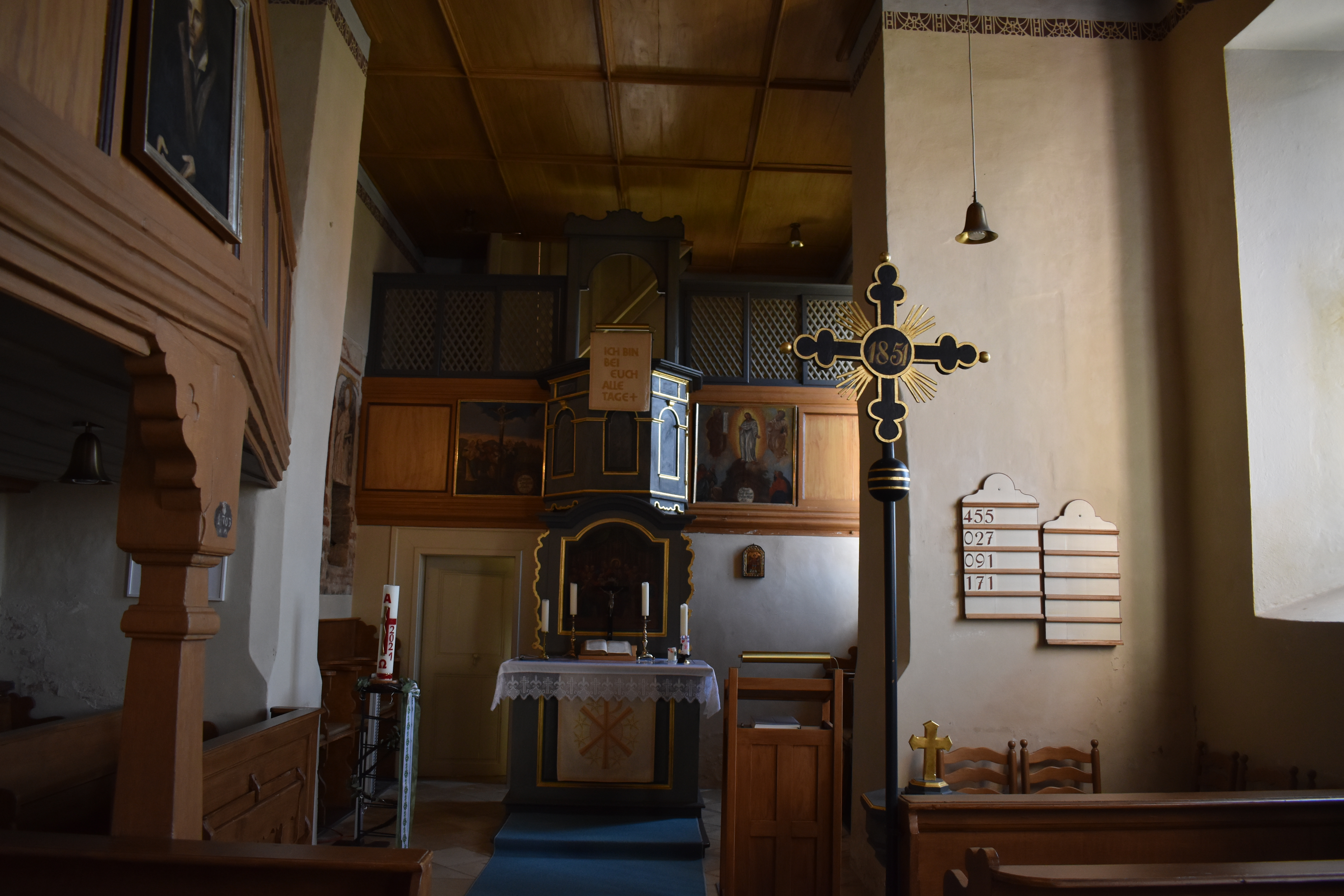
Blick auf Altar und Kanzel

Die spätgotische Saalkirche wurde 1481 errichtet. Diese Jahreszahl ist noch außen über dem zugemauerten Südportal lesbar. Der Chorturm ist älter. Die Kirche befindet sich innerhalb eines Kirchhofs mit Friedhof, der mit einer spätmittelalterlichen Mauer umgrenzt wird.
Nach dem Dreißigjährigen Krieg wurde die Siedlung Dühren aufgegeben, die Kirche wurde baufällig und eine der beiden Glocken ging verloren. 1660 siedelten sich am Ort Exulanten-Familien an und nutzten die Kirche, in der in der Folge bauliche Veränderungen vorgenommen wurden. 1752 wurde der Chorturm aufgestockt, das Gewölbe im Chor, d. h. das Erdgeschoss des Chorturms, beseitigt, das Langhaus umgebaut und das Portal auf die Westseite verlegt. Der Turm erhielt ein Pyramidendach, auf dem eine quadratische Laterne sitzt, die die Turmuhr und den Glockenstuhl beherbergt. Von 1853 bis 1858 war die Kirche wegen Baufälligkeit geschlossen. 1858/59 fanden umfangreiche Sanierungen statt, die Seitenemporen wurden eingebaut, Altar, Kanzel und Taufbecken wurden erneuert. Von 1985 bis 1987 wurde die Kirche ein weiteres Mal renoviert. Bei der Renovierung im Jahr 1985 wurden mehrere Fresken mit der Darstellung der Apostel entdeckt, die in das 14. Jahrhundert datiert werden.

## Ausstattung

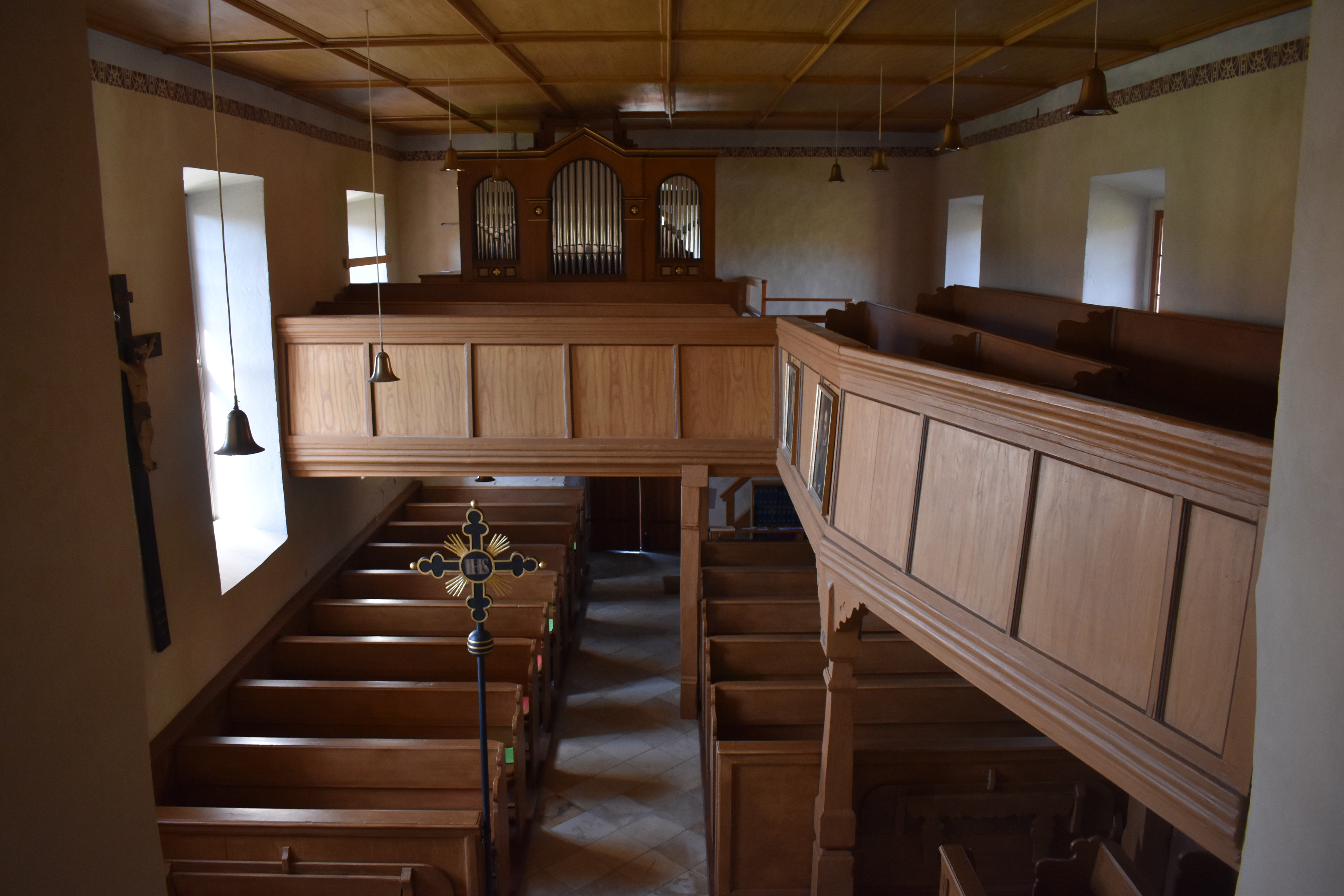
Blick von der Kanzel in den Kirchensaal

Der Kirchensaal ist mit einer holzvertäfelten Flachdecke versehen. Zur Ausstattung gehört ein Kanzelaltar im Markgrafenstil aus der ersten Hälfte des 18. Jahrhunderts. Eine erste Orgel wurde 1815 gebaut. Sie wurde im Jahr 1883 durch eine Orgel des Orgelbauers Friedrich Hirsch ersetzt. Die heutige Orgel auf der Empore im Westen hat fünf Register auf einem Manual und Pedal und wurde 1900 von Johannes Strebel gebaut.
Die beiden Kirchenglocke stammen aus den Jahren 1481 und 1803. Mit der jüngeren Glocke wurde die im Dreißigjährigen Krieg verloren gegangene Glocke ersetzt. Beide Glocken sind tongleich, was eine Seltenheit darstellt.